# Hospital Dr. Ernesto Torres Galdames
El Hospital Regional de Iquique Dr. Ernesto Torres Galdames es el principal recinto hospitalario de la Región de Tarapacá, en el norte de Chile. Es el hospital base de alta complejidad del Servicio de Salud Iquique, atendiendo tanto a la población iquiqueña como también a los pacientes derivados de las provincias de Iquique y El Tamarugal.
La capilla del hospital es un templo de culto católico ubicado al interior de las dependencias del establecimiento. Fue declarada Monumento Nacional en 1982. 
En enero de 2018, aprovechando el alto potencial de generación de energía solar del norte del país, fue inaugurado un sistema de autoconsumo fotovoltaico, con paneles solares ubicados en el techo del edificio, los cuales permiten cubrir de manera autónoma el 11 por ciento de la electricidad requerida por el establecimiento sanitario.
En 2020 fue inaugurada la Unidad de Cirugías Plásticas y Pacientes Quemados del hospital, donde en noviembre de dicho año, se realizó el primer injerto de piel de un donante vivo en el país.